# Giannakīs Giagkoudakīs
Giannakīs Giagkoudakīs (in greco: Γιαννάκης Γιαγκουδάκης; Limisso, 17 gennaio 1959) è un ex calciatore cipriota, di ruolo difensore.

## Carriera

### Club
È il recordman di presenze nella Divisione A con 450 gettoni.